# Ross County FC
Ross County FC är en fotbollsklubb från Dingwall, Skottland. Klubben spelar säsongen 2021/2022 i Scottish Premiership.

## Spelare

### Nuvarande trupp
| 1  | Skottland | Ross Laidlaw | 12 juli 1992 | Hibernian (-19) |
| 21 | Skottland | Ross Munro   | 1 april 2000 | Ross County FC  |

| 2  | England   | Connor Randall   | 21 oktober 1995  | Arda Kardzhali (-20)    |
| 3  | England   | Ben Purrington   | 20 maj 1996      | Charlton Athletic (-22) |
| 4  | Irland    | James Brown      | 4 juni 1998      | Blackburn Rovers (-23)  |
| 5  | England   | Jack Baldwin     | 30 juni 1993     | Bristol Rovers (-21)    |
| 16 | England   | George Harmon    | 8 december 2000  | Oxford City (-22)       |
| 18 | England   | Will Nightingale | 2 augusti 1995   | Wimbledon (-23)         |
| 30 | Skottland | Dylan Smith      | 21 juni 2006     | Ross County FC          |
| 42 | Wales     | Ryan Leak        | 28 februari 1998 | Salford City (-23)      |
| 43 | Skottland | Josh Reid        | 3 maj 2002       | Coventry City (-23)     |

| 6  | Skottland | Scott Allardice | 31 mars 1998     | Inverness CT (-23)        |
| 7  | Skottland | Kyle Turner     | 10 november 1997 | Partick Thistle (-23)     |
| 8  | Skottland | Ross Callachan  | 4 september 1993 | Hamilton Academical (-21) |
| 10 | England   | Yan Dhanda      | 14 december 1998 | Swansea City (-22)        |
| 11 | England   | Josh Sims       | 28 mars 1997     | Southampton (-22)         |
| 12 | England   | Max Sheaf       | 10 mars 2000     | Redditch United (-23)     |
| 14 | Kanada    | Victor Loturi   | 21 maj 2001      | Cavalry (-22)             |
| 17 | Skottland | Jay Henderson   | 7 mars 2002      | St. Mirren (-23)          |
| 18 | Skottland | Scott High      | 15 februari 2001 | Huddersfield Town (-23)   |
| 20 | Skottland | Adam Mackinnon  | 30 april 2003    | Ross County FC            |
| 22 | England   | Jordan Tillson  | 5 mars 1993      | Exeter City (-20)         |
| 24 | Kanada    | Ben Paton       | 5 maj 2000       | Blackburn Rovers (-21)    |

| 9  | Skottland | Eamonn Brophy | 10 mars 1996      | St. Mirren (-23)        |
| 15 | Skottland | Simon Murray  | 15 mars 1992      | Queen's Park (-23)      |
| 19 | England   | Jordy Hiwula  | 21 september 1994 | Doncaster Rovers (-22)  |
| 25 | Wales     | Alex Samuel   | 20 september 1995 | Wycombe Wanderers (-21) |
| 26 | Skottland | Jordan White  | 4 februari 1992   | Motherwell (-21)        |

### Utlånade spelare
| Nr | Land      | Pos | Namn                                              |
| -- | --------- | --- | ------------------------------------------------- |
| 23 | Skottland | A   | Matthew Wright (i Elgin City till 1 januari 2024) |
| 28 | Skottland | MF  | Ryan MacLeman (i Elgin City till 31 maj 2024)     |

| Nr | Land      | Pos | Namn                                          |
| -- | --------- | --- | --------------------------------------------- |
| 41 | Skottland | MV  | Logan Ross (i Brora Rangers till 31 maj 2024) |

## Meriter
- Scottish Championship (1): 2018-19
- Scottish Second Division (1): 2007-08
- Scottish Third Division (1): 1998-99
- Scottish Challenge Cup (1): 2006-07